# Ори, Исраэль
Исраэль (Исраэл) Ори (арм. Իսրայել Օրի; 1658 — 1711) — один из лидеров армянского национально-освободительного движения, дипломат, добивавшийся освобождения Армении от Персии и Османской империи.

## Молодые годы
Ори родился в 1658 году в селе Сисиан области Сюник исторической Армении, был сыном армянского мелика Исраэла, стал членом делегации из семи человек, отправленной католикосом Акопом IV в поисках зарубежной помощи для освобождения армян от иноземного гнёта. Делегация при поддержке грузинского царя Георгия XI в 1678 году прибыла в Константинополь. После смерти католикоса план поиска зарубежной помощи был отброшен, но Ори решил выполнить миссию самостоятельно, и посетил Венецию, Париж и Вену. Он вступил в армию Людовика XIV и вошёл в контакт с высшими политическими кругами Франции, постоянно поднимая вопрос об освобождении армян, но встретил холодное безразличие.

## Жизнь в Германии
В 1695 году Ори поселился в Дюссельдорфе, где установил контакт с пфальцским курфюрстом Иоганном Вильгельмом. Надеясь, что армянский вопрос может стать предметом рассмотрения в высших политических кругах Европы, курфюрст дал Ори рекомендательные письма к императору Австрии и правителю Тосканы, однако из-за того, что Ори не мог доказать, что его заявления действительно выражают мнение большинства армян, они не были приняты во внимание. По совету Иоганна Вильгельма Ори отправился в Армению, чтобы получить документы, которые могли бы быть приняты к рассмотрению в Европе. В 1699 году Ори вместе с меликом Сафразом собрал в Ангехакоте на тайную встречу одиннадцать сюникских меликов, где было принято официальное решение обратиться за военной помощью к европейским державам. В 1700 году Ори встретился с императором Леопольдом I, который сказал ему, что для успеха такого плана ключевую роль играет поддержка России. Не добившись результатов в Германии и Австрии, в 1701 году Ори отправился в Москву.

## План с участием России
Исраэль Ори был первым, кто разочаровался в бездействии стран Европы, и решил для освобождения Восточной Армении ориентироваться на Россию. В Москве Ори встретился с Петром I и передал ему письмо одиннадцати карабахских сюникских меликов, в котором говорилось: «Не имеем иной надежды, токмо в Бозе монарха небеснаго, вашего величества на земли государя». Пётр пообещал оказать армянам помощь по окончании войны со Швецией. Благодаря широкой эрудиции и своему интеллекту, Ори привлек к себе симпатии царского двора. В документе, написанном много позднее по поручению князя Г. Потёмкина, он характеризовался как муж отличного разума и дарований. В 1704 году Ори встретился с папой Климентом XI, который обещал ему поддержку.
Ори предложил России следующий план: для освобождения Грузии и Армении нужно послать в Закавказье 25-тысячную русскую армию из 15 тысяч казаков и 10 тысяч пехоты. Казаки должны пройти через Дарьяльское ущелье, а пехота отплыть через Каспийское море из Астрахани. На месте русские войска должны будут получить поддержку вооружённых сил грузин и армян. Было решено, что нужно послать специальную миссию в Персию во главе с Ори, которая бы узнала умонастроения местных жителей, собрала бы информацию о дорогах и крепостях и т. д. Чтобы не вызвать подозрений, Ори должен был бы говорить, что послан римским папой ко двору Солтан Хусейна, чтобы собрать информацию о жизни христиан в Персидской империи.
В 1707 году, после всех необходимых приготовлений, Ори в ранге полковника русской армии с большим отрядом выступил в путь. Французские миссионеры в Персии попытались предотвратить прибытие Ори в Исфахан, донося шаху, что Россия хочет образования независимой Армении, а Ори хочет стать её царём.
Когда Ори прибыл в Ширван, ему пришлось ждать несколько дней дозволения войти в пределы страны. В Шемахе он повстречался с местными лидерами грузин и армян, поддержав их ориентацию на Россию. В 1709 году он прибыл в Исфахан, где вновь вёл переговоры с политическими лидерами. Возвращаясь в Россию из Персии, в 1711 году Ори неожиданно умер в Астрахани.

## Оценки
БСЭ называет его одним из выдающихся деятелей армянского освободительного движения.

## Память

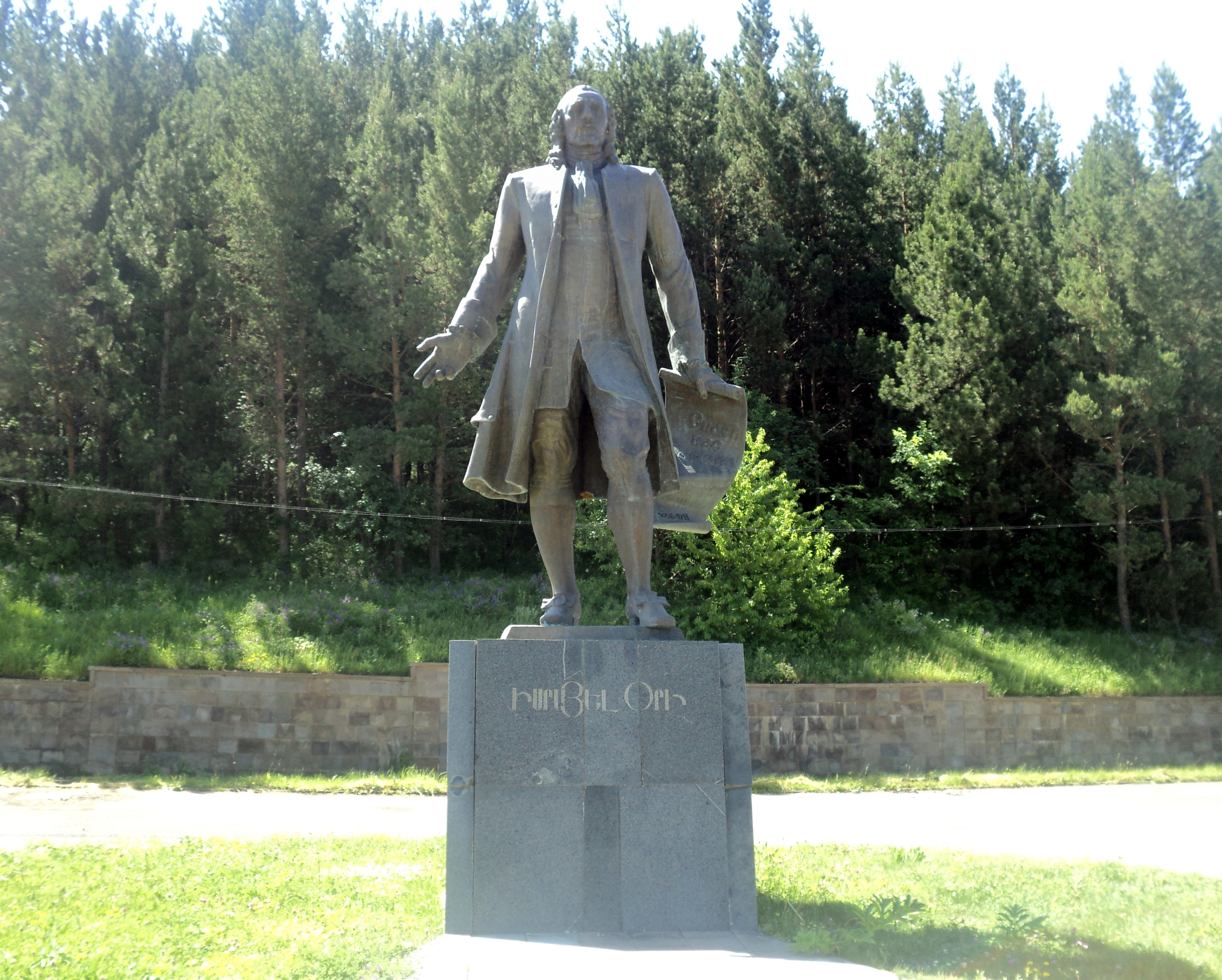
Памятник в Джермуке